# Liste der Wappen im Landkreis Bad Kissingen
Die Liste der Wappen im Landkreis Bad Kissingen zeigt die Wappen der Gemeinden im bayerischen Landkreis Bad Kissingen.

## Landkreis Bad Kissingen

Landkreis Bad Kissingen Unter blauem Schildhaupt mit drei silbernen Schalenbrunnen gespalten: vorne über von Rot und Silber geschachtetem Schildfuß in Gold ein wachsender, schwarzer, rot bewehrter halber Adler am Spalt; hinten in Silber ein schwarzes Tatzenkreuz.
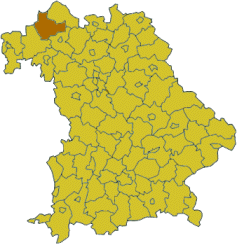
Lage des Landkreises Bad Kissingen in Bayern
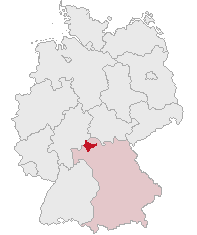
Lage des Landkreises Bad Kissingen in Deutschland
Landkreis Bad Brückenau (–1972) In Silber ein durchgehendes schwarzes Tatzenkreuz; im vorderen roten Oberviertel drei silberne Spitzen, im hinteren silbernen Unterviertel ein mit drei eingebogenen goldenen Pfählen belegter roter Balken.
Landkreis Bad Kissingen (–1972) Unter Schildhaupt mit den bayerischen Rauten gespalten von Gold und Rot; vorne auf einem grünen Dreiberg stehend eine linksgewendete, rot bewehrte schwarze Henne, hinten drei silberne Spitzen.
Landkreis Hammelburg (–1972) Unter blauem Schildhaupt, darin eine goldene Laubkrone, gespalten; vorne in Silber ein schwebendes schwarzes Tatzenkreuz, hinten in Rot drei silberne Spitzen.

## Wappen der Städte, Märkte und Gemeinden

Gemeinde Aura a.d.Saale In Silber ein durchgehendes rotes Kreuz, darauf ein mit einem waagrechten silbernen Rost belegter, linksgewendeter, aufrechter goldener Abtstab.
Markt Bad Bocklet In Blau ein silberner Heilbrunnen, darüber rechts ein goldenes Schildchen, darin auf grünem Dreiberg eine linksgewendete, rot bewehrte schwarze Henne, links ein silbernes Schildchen, darin unter zwei schräg gekreuzten roten Streitkolben eine rote heraldische Rose.
Stadt Bad Brückenau In Gold ein roter Schrägbalken.
Große Kreisstadt Bad Kissingen In Silber eine rote Torburg mit drei gezinnten Türmen, deren mittlerer blau behelmt und mit einem von Schwarz und Silber geteilten Schild belegt ist; darin eine abgeschnittene Greifenklaue in verwechselten Farben.
Markt Burkardroth Geteilt und oben gespalten; vorne geschacht von Rot und Silber; hinten in Silber zwei schräg gekreuzte, rote Streitkolben; unten in Blau zwei schräg gekreuzte, wachsende, silberne Lilienstängel.
Markt Elfershausen Geviert; 1: in Silber ein durchgehendes schwarzes Balkenkreuz; 2: in Rot zwei silberne Pfähle; 3: In Rot zwei silberne Balken; 4: in Rot drei gesenkte silberne Spitzen.
Markt Euerdorf In Silber auf grünem Dreiberg nebeneinander zwei Rebstöcke an roten Pfählen mit je zwei goldenen Trauben und zwei grünen Blättern.
Gemeinde Fuchsstadt In Rot zwei silberne Balken, aufgelegt ein von Gold und Rot wechselnd geteilter Fuchs.
Markt Geroda Durch eine eingeschweifte silberne Spitze, darin ein schwebendes schwarzes Tatzenkreuz, gespalten von Blau und Rot; vorne ein mit drei blauen Ringen belegter silberner Schräglinksbalken, hinten ein gekrümmter silberner Fisch.
Stadt Hammelburg Gespalten von Silber und Rot; vorne ein schwebendes schwarzes Tatzenkreuz, hinten auf grünem Dreiberg drei silberne natürliche Lilien in nach links abfallender Höhe.
Markt Maßbach Gespalten von Silber und Rot mit einer durchgehenden Spitze in verwechselten Farben.
Gemeinde Motten In Schwarz ein mit einem senkrechten schwebenden schwarzen Tatzenkreuz belegter silberner Schräglinksbalken; oben eine goldene Laubkrone, unten eine goldene Distelblüte.
Stadt Münnerstadt In Rot eine silberne Torburg mit zwei spitzbedachten Türmen und offenem Tor mit silbernem Fallgatter; zwischen den Türmen auf silbernen Wolken sitzend die blau gekleidete, golden gekrönte Heilige Maria, die auf der Rechten das golden gekrönte, eine goldene Weltkugel haltende Kind, in der Linken das goldene Zepter trägt.
Gemeinde Nüdlingen In Rot schräg gekreuzt ein goldenes Schwert und ein goldener Pfeil, belegt mit einer silbernen Bischofsmütze.
Gemeinde Oberleichtersbach Geviert; 1 und 4: in Silber ein durchgehendes schwarzes Kreuz; 2 und 3: schräg geteilt im Doppelzinnenschnitt von Gold und Rot.
Markt Oberthulba In Rot drei gesenkte silberne Spitzen, im Schildfuß belegt mit einem blauen Wellenbalken; zwischen den Spitzen schwebend oben nebeneinander ein silberner Bischofsstab und ein goldenes Johanneskreuz.
Gemeinde Oerlenbach Unter einem von Silber und Blau gespaltenen Schildhaupt gespalten von Rot und Silber, vorne ein nach links gewendeter silberner Wolf, hinten ein roter Flug.
Gemeinde Ramsthal In Rot eine eingeschweifte silberne Spitze, darin eine blaue Traube mit grünen Blättern; vorne eine goldene Mitra, hinten zwei goldene Schräglinksbalken.
Gemeinde Rannungen Gespalten; vorne in Silber ein durchgehendes schwarzes Balkenkreuz, hinten mit vier Spitzen gespalten von Rot und Silber.
Gemeinde Riedenberg Über grünem Dreiberg gespalten von Silber und Schwarz, mit einem durchgehenden, vorne roten und hinten silbernen Wellenbalken.
Markt Schondra In Rot über einem gesenkten silbernen Wellenbalken nebeneinander ein silbernes Schildchen, darin ein schwarzes Tatzenkreuz, und eine goldene Propsteikrone.
Markt Sulzthal In Silber auf grünem Boden ein grüner Apfelbaum mit goldenen Früchten, dem Stamm aufgelegt der rote Großbuchstabe S.
Gemeinde Thundorf i.UFr. Geteilt von Silber und Rot; oben ein wachsender doppelschwänziger, rot gekrönter und bewehrter schwarzer Löwe, unten eine silberne Pflugschar auf zwei schräg gekreuzten silbernen Reuthauen.
Gemeinde Wartmannsroth Gespalten; vorne in Silber ein frei schwebendes schwarzes Tatzenkreuz, hinten geteilt von Silber und Blau; oben in rotem Balken drei eingebogene goldene Pfähle, unten ein mit drei blauen Ringen belegter silberner Schrägbalken.
Markt Wildflecken Über silbernem Schildfuß, darin zwei schräg gekreuzte rote Streitkolben, ein wachsender, silbern gekleideter Jäger, der in der Rechten ein goldenes Hifthorn, in der Linken ein silbernes Rodungsbeil mit goldenem Griff hält.
Markt Zeitlofs Unter silbernem Schildhaupt, darin ein mit drei gewellten roten Pfählen belegter goldener Balken, in Rot ein halbmondförmiger silberner Buchenzweig mit sechs Blättern.

## Ehemalige Gemeinden mit eigenem Wappen

Gemeinde Aschach b.Bad Kissingen
Gemeinde Diebach Gespalten von Rot und Silber; vorne auf silbernem Berg ein senkrechter goldener Abtstab, hinten übereinander drei rote Mühlräder.
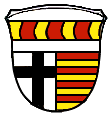
Gemeinde Dittlofsroda
Gemeinde Eltingshausen
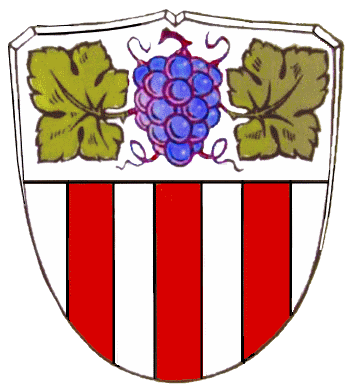
Gemeinde Engenthal
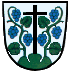
Gemeinde Feuerthal
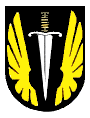
Gemeinde Frankenbrunn In Schwarz zwischen zwei zugewendeten goldenen Adlerflügeln ein gestürztes silbernes Flammenschwert mit goldenem Griff.
Gemeinde Garitz
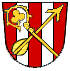
Gemeinde Gauaschach
Gemeinde Großwenkheim
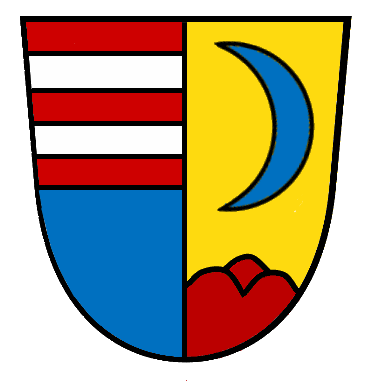
Gemeinde Hetzlos Gespalten und vorne geteilt; oben fünfmal geteilt von Rot und Silber, unten Blau; hinten über rotem Dreiberg in Gold ein blauer Halbmond.
Gemeinde Langendorf
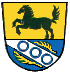
Gemeinde Morlesau
Gemeinde Obererthal
Gemeinde Obereschenbach
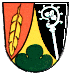
">Gemeinde Pfaffenhausen
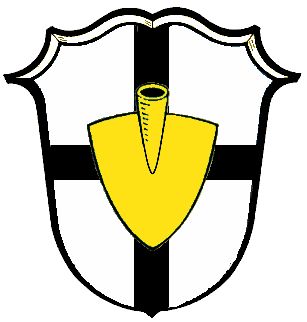
Gemeinde Reith
Gemeinde Rothhausen In Silber ein rot gekrönter und rot bewehrter schwarzer Löwenrumpf, darunter schräg gekreuzt eine rote Reuthaue und ein Rodungsbeil.
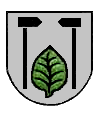
Gemeinde Schwärzelbach
Gemeinde Steinach a.d.Saale
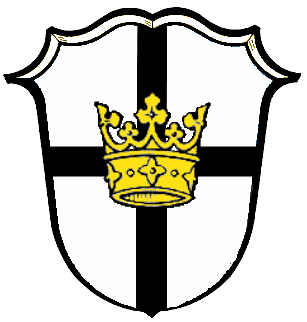
Gemeinde Thulba
Gemeinde Trimberg
Gemeinde Untererthal
Gemeinde Untereschenbach
Gemeinde Völkersleier Gespalten; vorne in Silber ein frei schwebendes schwarzes Tatzenkreuz, hinten geteilt von Silber und Blau; oben in rotem Balken drei eingebogene goldene Pfähle, unten ein mit drei blauen Ringen belegter silberner Schrägbalken.
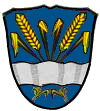
Gemeinde Waizenbach
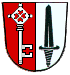
Gemeinde Westheim
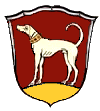
Gemeinde Windheim
Gemeinde Wirmsthal